# Hugo, bispo do Porto
Hugo (em Francês: Hugues) (? – 7 de Setembro de 1136), bispo do Porto entre 1113 e 1136.

## Biografia
Francês de origem, foi arcediago da sé de Compostela. Por influência do arcebispo D. Diogo Gelmires, de quem foi colaborador e amigo, veio a ser designado bispo do Porto, cuja sé vacante se encontrava unida à de Braga. Foi sagrado pelo arcebispo D. Maurício Burdino.
Em 1115 obteve em Roma a bula Egregias quondam, pela qual o Papa Pascoal II restaurava "os termos antigos" da sua diocese. Pouco depois, chegou a obter também, mas por pouco tempo, a gerência da Diocese de Lamego. Em 1120, esteve em Cluny para tratar com o Papa Calisto II de negócios referentes ao Porto e a Compostela.
A rainha D. Teresa, mãe de D. Afonso Henriques, em 18 de Abril de 1120 fez a doação do burgo Portucalense e seu couto à sé e bispo do mesmo nome. Em 1123, D. Hugo deu foral ao "seu" burgo, determinando as instituições municipais pelas quais se deveria reger.
Em data que desconhecemos, deu início à construção da muralha de defesa do morro da Pena Ventosa, onde se localizava praticamente todo o burgo, sobre os restos de uma cerca romana. Iniciou, também, a construção da catedral, em substituição da ermida até então existente.